# Depok
Depok – miasto w Indonezji na Jawie w prowincji Jawa Zachodnia w zespole miejskim Dżakarty.

## Podział administracyjny
W skład miasta wchodzi jedenaście gmin (kecamatan):
- Beji
- Pancoran Mas
- Cipayung
- Sukmajaya
- Cilodong
- Limo
- Cinere
- Cimanggis
- Tapos
- Sawangan
- Bojongsari

## Edukacja
Miasto jest ważnym ośrodkiem akademickim. W Depoku mieszczą się dwa uniwersytety (Universitas Indonesia, Universitas Gunadarma) i dwie politechniki (Politeknik Tugu, Politeknik Negeri Jakarta).